# Commission d'accès aux documents administratifs (Belgique)
Pour les articles homonymes, voir Commission d'accès aux documents administratifs et CADA.

## Historique et contexte
La Commission d'accès aux et de réutilisation des documents administratifs (CADA), dite "section publicité de l'administration a été récemment créée en Belgique, à la suite de la loi du 11 avril 1994, relative à la publicité de l'administration sous l’appellation Commission d’accès aux documents administratifs. Comme en France, il s'agit d'une commission consultative indépendante ("Autorité administrative indépendante" en France). Elle vise, notamment, à permettre aux administrés de consulter des documents administratifs, et ainsi, à assurer une plus  grande transparence administrative.

## Missions
La Commission a une compétence consultative et rend des avis dans trois domaines :
- dans le cadre d’un recours administratif introduit lorsqu'un requérant rencontre des difficultés d'accès aux documents administratifs ;
- sur l’interprétation générale de la législation fédérale lorsqu’une administration en fait la demande ;
- de sa propre initiative sur l’application générale de la loi relative à la publicité de l’administration et pour faire des propositions de révision sur la législation.

## Statut et composition

### Membres
- Mme Kaat Leus, présidente, conseiller d’Etat ;
- Frankie Schram, membre et secrétaire
- Brecht Vandenberghe, attaché auprès des Services du président du Service public fédéral Justice ;
- Frédérique Malherbe, directeur auprès des Services du président du comité de direction du Service public fédéral Finances ;
- Aube Wirtgen, chargée de cours à la « Vrije Universiteit Brussel » et avocate ;
- Esther Rombaux, assistante en droit administratif à l’Université catholique de Louvain et avocate.

### Présidents
| Présidents de la CADA | Mandat    | Décret de nomination         |
| --------------------- | --------- | ---------------------------- |
| Martine Baguet        | 2013-2017 | Arrêté royal du 3 avril 2013 |
| Kaat Leus             | 2017-     | Arrêté royal du 22 juin 2017 |

### Présidents suppléants
| Présidents suppléants de la CADA | Mandat    | Décret de nomination         |
| -------------------------------- | --------- | ---------------------------- |
| J. Baert                         |           |                              |
| Pierre Vandernoot                | 2013-2017 | Arrêté royal du 3 avril 2013 |
| Jeroen Van Nieuwenhove           | 2017-     | Arrêté royal du 22 juin 2017 |